# Шарка (притока Гірського Тікичу)
Шарка — річка в Україні в Уманському районі Черкаської області. Права притока річки Гірського Тікичу (басейн Південного Бугу).

## Опис

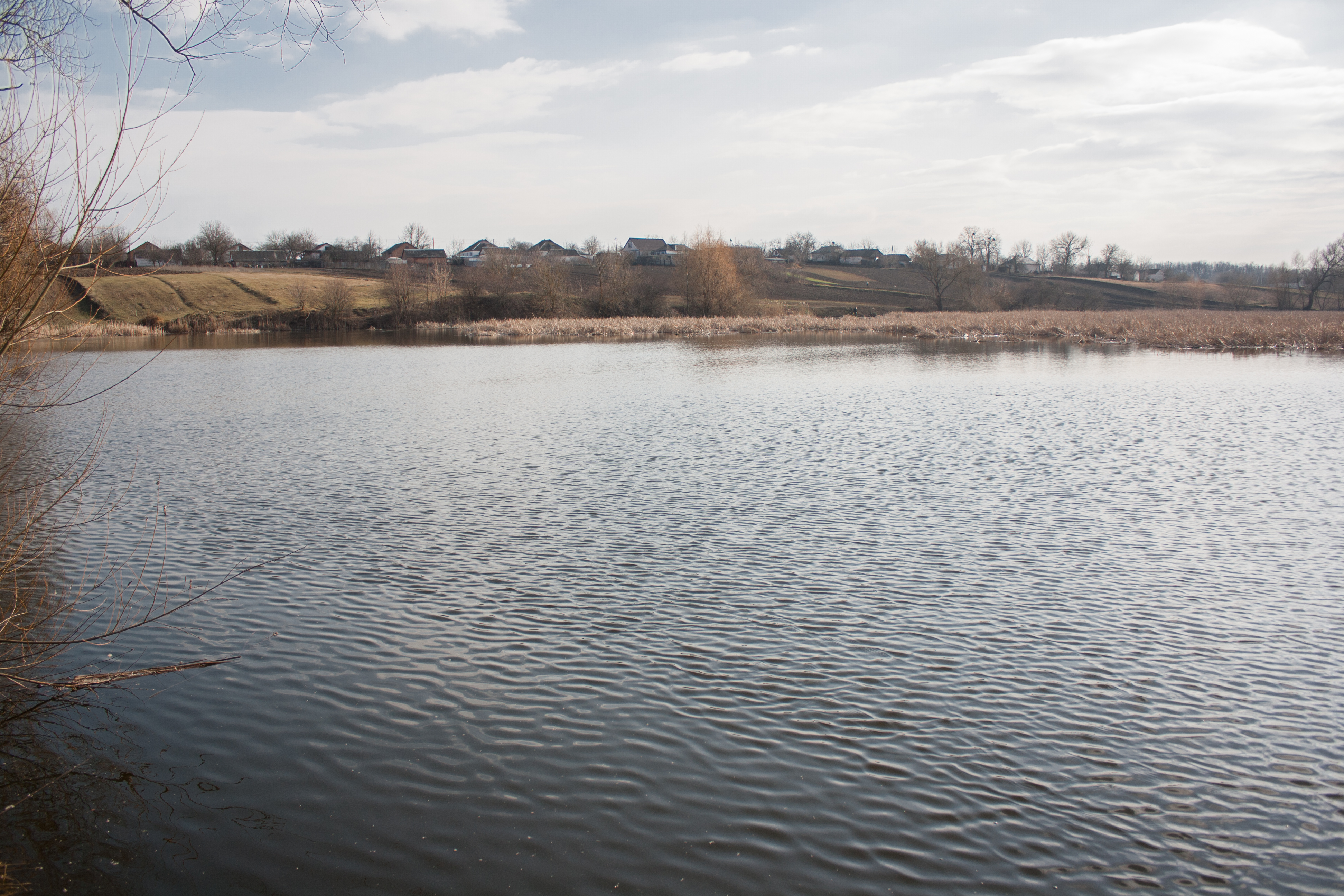
Ставок на річці в селі Зарубинці

Довжина річки приблизно 6,74 км, найкоротша відстань між витоком і гирлом — 5,15,07  км, коефіцієнт звивистості річки — 1,31 . Формується декількома струмками та загатами.

## Розташування
Бере початок на північно-західній стороні від села Владиславчик. Тече переважно на північний схід через села Шарнопіль та Зарубинці і впадає у річку Гірський Тікич, праву притоку річки Тікичу.

## Цікаві факти
- У XX столітті на річці існували природні джерела, 2 газгольдери та 1 газова свердловина[1].